# Ercan Aydoğmuş
Ercan Aydoğmuş (* 22. August 1979 in Sivas) ist ein deutsch-türkischer Fußballspieler.

## Karriere
Er spielte bis 2001 beim VfB Homberg, ehe er von 2001 bis 2005 beim SV Straelen unter Vertrag stand und in der Saison 2005/06 zum VfB Homberg zurückkehrte. Homberg war in dieser Saison Neuaufsteiger in die damals viertklassige Oberliga Nordrhein. Nach dem Abstieg im Jahr 2008 wechselte Aydoğmuş zum Bonner SC. Er stieg mit Bonn in seiner ersten Saison 2008/09 gleich als Meister in die Regionalliga West auf. Trotz des sportlichen Klassenerhalts musste der Verein jedoch nach nur einer Saison aufgrund eines Insolvenz-Verfahrens absteigen.
Im Sommer 2010 unterschrieb Aydoğmuş einen Vertrag bei den Sportfreunden Lotte. Nach nur einer Saison wechselte er in die 5. Liga zu Viktoria Köln. Auf Anhieb gelang dort der Aufstieg in die Regionalliga West. Aydoğmuş war mit 16 Toren hinter Mike Wunderlich zweitbester Kölner Torschütze. Im Sommer 2013 wurde sein Wechsel zum Ligakonkurrenten SC Fortuna Köln bekannt. In der Spielzeit 2013/14 gelang ihm mit Fortuna der Aufstieg in die 3. Liga, er war mit 18 Toren bester Torschütze der Fortuna in der Saison. Sein Profidebüt in Liga drei gab er am 27. Juli 2014, dem 1. Spieltag, bei der 1:2-Niederlage gegen die SG Sonnenhof Großaspach. Mit der Fortuna gelang ihm am Saisonende der Klassenerhalt, zu dem Aydoğmuş drei Tore beigetragen hatte. Im Sommer 2015 wechselte er zum Oberligisten Wuppertaler SV. Dort gelang ihm schon in der ersten Saison der Titelgewinn und der Aufstieg in die Regionalliga West. In der zweiten Saison sah es jedoch so aus, als ob er seine sportliche Laufbahn nach einem schweren Knorpelschaden im Knie beenden müsste.
Die endgültige Diagnose fiel allerdings harmloser aus und im Sommer 2017 schloss sich Aydoğmuş für eine halbe Spielzeit dem Landesligisten SV Scherpenberg aus Moers an. Mitte Januar 2018 wurde sein Wechsel zum Bezirksligisten SV Genc Osman Duisburg bekannt gegeben, mit dem er am Saisonende in die Landesliga aufstieg. Zur Saison 2018/19 verpflichtete ihn der Oberligaabsteiger Cronenberger SC, den er mit 42 Toren in 35 Landesligaspielen zum direkten Wiederaufstieg schoss. In der Winterpause 2019/20 wechselte Aydoğmuş zum abstiegsbedrohten Landesligisten VfB Speldorf.
Seit Juli 2022 geht Aydoğmuş in der Kreisliga A/Moers für den TuS Asterlagen auf Torejagd. Mit dem Verein gelang in der ersten Saison der Aufstieg in die Bezirksliga. Seit der Spielzeit 2023/2024 steht Aydoğmuş in der Kreisliga A (Gruppe 1, Duisburg, Mülheim & Dinslaken) beim SV Heißen als Spieltrainer unter Vertrag und bekleidet somit seine erste Station als Trainer. 

## Erfolge
- Aufstieg in die Regionalliga mit dem Bonner SC: 2008/09
- Torschützenkönig der Regionalliga – 16 Tore: 2009/2010
- Aufstieg in die Regionalliga mit Viktoria Köln: 2011/12
- Aufstieg in die 3. Liga mit Fortuna Köln: 2013/14
- Aufstieg in die Regionalliga West mit dem Wuppertaler SV: 2015/16